# Massieu (Isère)
Pour les articles homonymes, voir Massieu.
Massieu est une commune française située dans le département de l'Isère, en région Auvergne-Rhône-Alpes, et autrefois rattachée à la province du Dauphiné.

## Géographie

### Situation et description

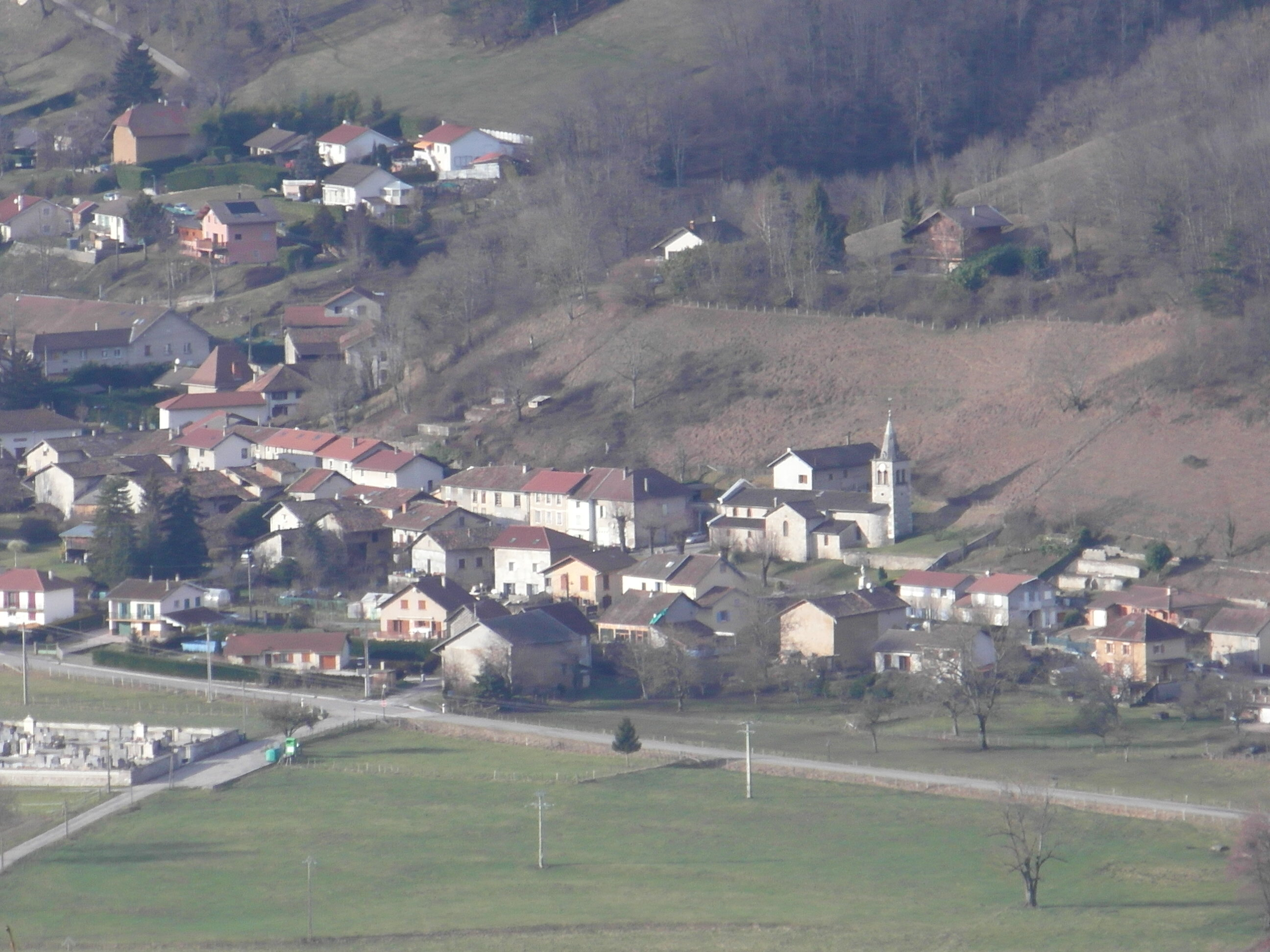
Massieu (vue depuis Saint-Sixte).

La commune est située dans le Dauphiné et la région naturelle des Terres froides, qui se trouve  en région Auvergne-Rhône-Alpes, dans la partie septentrionale du département de l'Isère, dans la vallée de l'Ainan.
Le centre du bourg de Massieu se situe à environ 12 km au nord de Voiron. Le village est également situé, par la route, à 38 km de Grenoble, préfecture de l'Isère, 83 km de Lyon, préfecture de la région Auvergne-Rhône-Alpes, 313 km de Marseille, ainsi qu'à environ 552 km de Paris.

### Communes limitrophes
Les communes limitrophes sont Saint-Nicolas-de-Macherin, Saint-Sulpice-des-Rivoires, Bilieu, Chirens, Merlas et Saint-Geoire-en-Valdaine.
| Bilieu  | Saint-Sulpice-des-Rivoires | Saint-Geoire-en-Valdaine |
| Chirens | Massieu                    | Merlas                   |
|         | Saint-Nicolas-de-Macherin  |                          |

### Géologie et relief
La superficie de la commune est de 10,46 km2 ; son altitude varie de 422  à   862 mètres.

#### Sites géologiques remarquables
La « Tourbière de Chirens », située dans la zone marécageuse du Val d'Ainan, est un site géologique remarquable de 98,8 hectares sur les communes de Chirens et Massieu. En 2014, ce site d'intérêt sédimentologique est classé « trois étoiles » à l'« Inventaire du patrimoine géologique ».

### Hydrographie

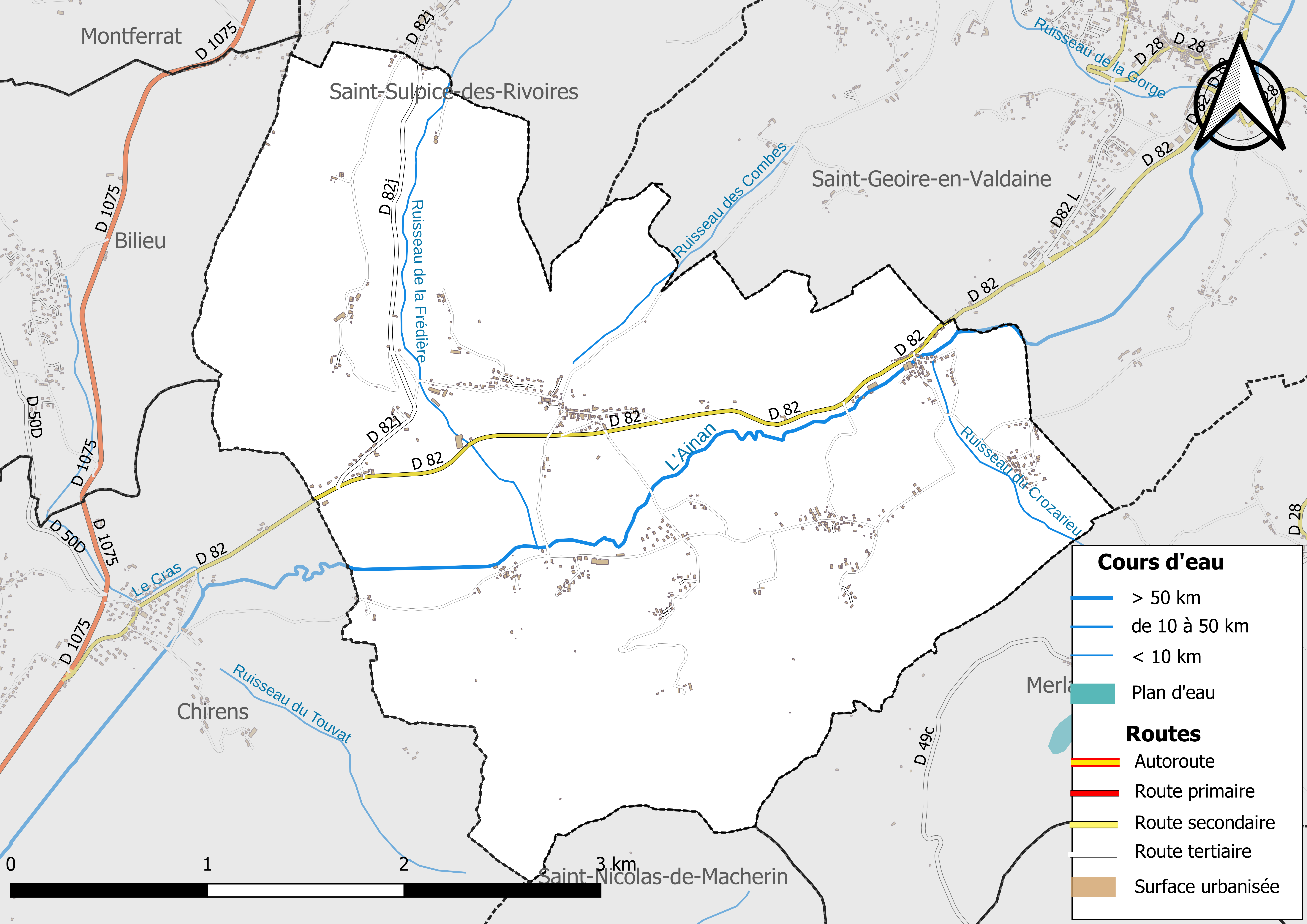
Carte hydrographique de la commune.

Le territoire communal est sillonné par une rivière et quelques ruisseaux, tous les deux affluents de cette rivière :
- l'Ainan, dont la longueur totale est de 16 km.

Cette petite rivière, affluent du Guiers et sous-affluent du Rhône, pénètre dans la commune, non loin de sa source qui se situe dans les marais de la commune voisine de Chirens ;
- le ruisseau de la Frédière ;
- le ruisseau de Crozarieu.

### Climat
Pour des articles plus généraux, voir Climat d'Auvergne-Rhône-Alpes et Climat de l'Isère.
En 2010, le climat de la commune est de type climat des marges montargnardes, selon une étude du Centre national de la recherche scientifique s'appuyant sur une série de données couvrant la période 1971-2000. En 2020, Météo-France publie une typologie des climats de la France métropolitaine dans laquelle la commune est exposée à un climat de montagne ou de marges de montagne et est dans la région climatique Alpes du nord, caractérisée par une pluviométrie annuelle de 1 200 à 1 500 mm, irrégulièrement répartie en été.
Pour la période 1971-2000, la température annuelle moyenne est de 10,6 °C, avec une amplitude thermique annuelle de 17,7 °C. Le cumul annuel moyen de précipitations est de 1 220 mm, avec 10,8 jours de précipitations en janvier et 7,5 jours en juillet. Pour la période 1991-2020, la température moyenne annuelle observée sur la station météorologique de Météo-France la plus proche, « St Aupre_sapc », sur la commune de Saint-Aupre à 7 km à vol d'oiseau, est de 11,0 °C et le cumul annuel moyen de précipitations est de 1 376,9 mm,. Pour l'avenir, les paramètres climatiques de la commune estimés pour 2050 selon différents scénarios d'émission de gaz à effet de serre sont consultables sur un site dédié publié par Météo-France en novembre 2022.

#### Tableaux des températures minimales et maximales
Voici, ci-dessous, deux tableaux successifs présentant les valeurs de températures mensuelles, relevées sur le secteur de Massieu sur deux années de la dernière décennie, à deux ans d'intervalle.
- Année 2015

| Mois                              | jan. | fév. | mars | avril | mai  | juin | jui. | août | sep. | oct. | nov. | déc. |
| --------------------------------- | ---- | ---- | ---- | ----- | ---- | ---- | ---- | ---- | ---- | ---- | ---- | ---- |
| Température minimale moyenne (°C) | −0,3 | −0,3 | 3,5  | 6,6   | 10,8 | 14,6 | 17,3 | 15,9 | 10,9 | 7,5  | 2,1  | −1,1 |
| Température maximale moyenne (°C) | 8    | 6,8  | 14,6 | 20    | 22,3 | 28   | 31,6 | 28,3 | 22,6 | 16   | 14,2 | 10,7 |

- Année 2017

| Mois                              | jan. | fév. | mars | avril | mai  | juin | jui. | août | sep. | oct. | nov. | déc. |
| --------------------------------- | ---- | ---- | ---- | ----- | ---- | ---- | ---- | ---- | ---- | ---- | ---- | ---- |
| Température minimale moyenne (°C) | −5,8 | 1,2  | 4,6  | 4,9   | 10,3 | 15,8 | 15,9 | 15,4 | 9,5  | 6,2  | 3,5  | −1,2 |
| Température maximale moyenne (°C) | 2,7  | 13,6 | 17,5 | 19,1  | 23,6 | 29,2 | 28,8 | 28,6 | 21,7 | 20,5 | 10,2 | 5,1  |

## Urbanisme

### Typologie
Au 1er janvier 2024, Massieu est catégorisée commune rurale à habitat dispersé, selon la nouvelle grille communale de densité à sept niveaux définie par l'Insee en 2022.
Elle est située hors unité urbaine. Par ailleurs la commune fait partie de l'aire d'attraction de Grenoble, dont elle est une commune de la couronne,. Cette aire, qui regroupe 204 communes, est catégorisée dans les aires de 700 000 habitants ou plus (hors Paris),.

### Occupation des sols

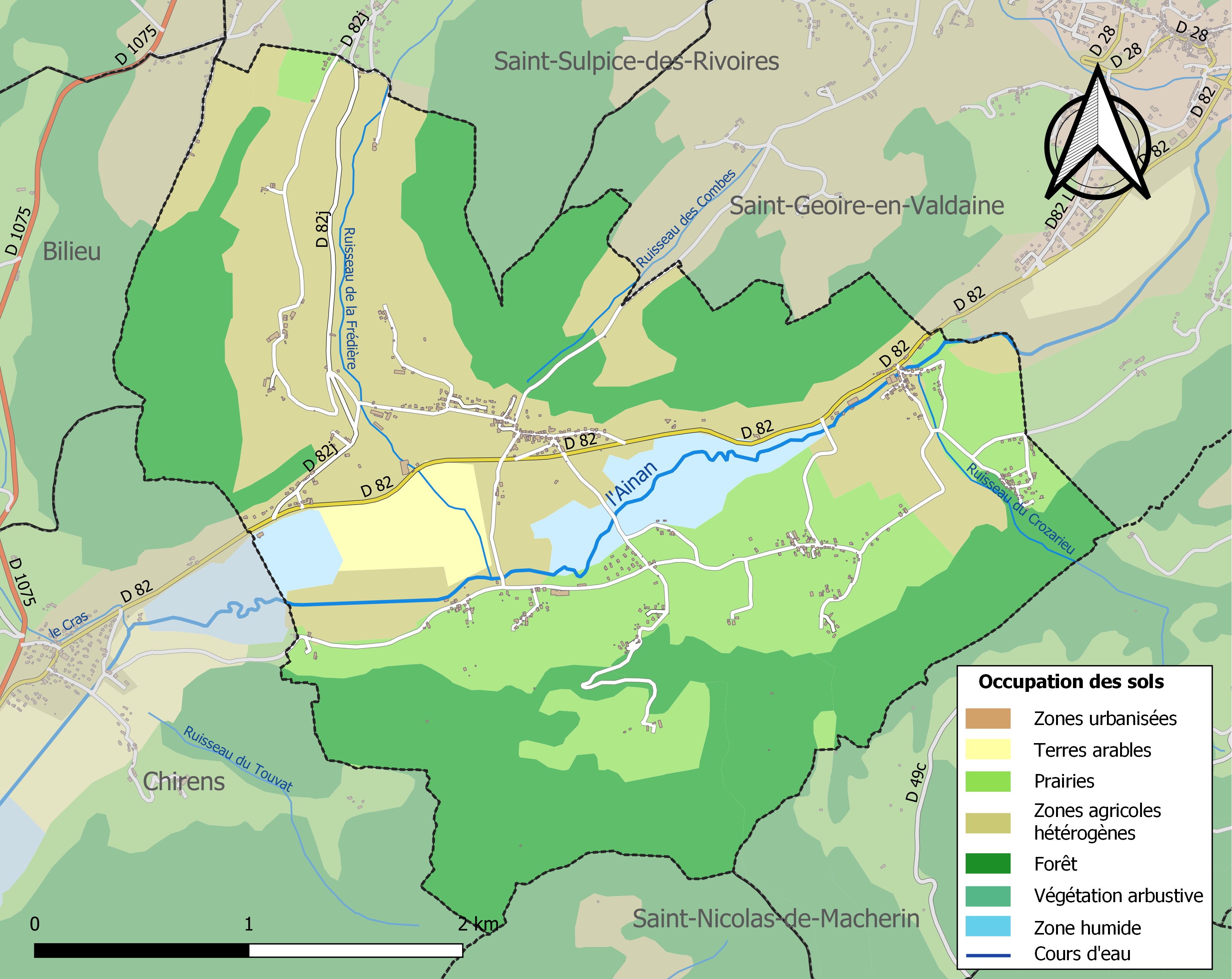
Carte des infrastructures et de l'occupation des sols de la commune en 2018 (CLC).

L'occupation des sols de la commune, telle qu'elle ressort de la base de données européenne d’occupation biophysique des sols Corine Land Cover (CLC), est marquée par l'importance des territoires agricoles (54,9 % en 2018), une proportion sensiblement équivalente à celle de 1990 (54,5 %). La répartition détaillée en 2018 est la suivante :
forêts (40,1 %), zones agricoles hétérogènes (32,5 %), prairies (19,6 %), zones humides intérieures (5 %), terres arables (2,8 %). L'évolution de l’occupation des sols de la commune et de ses infrastructures peut être observée sur les différentes représentations cartographiques du territoire : la carte de Cassini (XVIIIe siècle), la carte d'état-major (1820-1866) et les cartes ou photos aériennes de l'IGN pour la période actuelle (1950 à aujourd'hui).

### Hameaux, lieux-dits et écarts de la commune
Voici, ci-dessous, la liste la plus complète possible des divers hameaux, quartiers et lieux-dits résidentiels urbains comme ruraux, ainsi que les écarts qui composent le territoire de la commune de Massieu, présentés selon les références toponymiques fournies par le site géoportail de l'Institut géographique national.
| - Perley - la Garonne - les Grands Postes - les Briches - les Buissonnières - la Savoyère - le Cabut | - la Sarra - la Villa - le Sirand - le Vallin - la Rebatière - le Chemin Vert - les Grandes Bruyères | - le Repeu - la Gontarie - le Bletonna - le Repeu - Champe - Veysselier - Remillot | - les Gaudes - le Matton - la Genetière - la Mérie - la Côte d'Ainan - Cuchet - la Davière |

### Habitat et logement
En 2020, le nombre total de logements dans la commune était de 343, alors qu'il était de 327  en 2010 et 2015.
Parmi ces logements, 88,9 % étaient des résidences principales, 4,4 % des résidences secondaires et 6,7 % des logements vacants. Ces logements étaient pour 96,2 % d'entre eux des maisons individuelles et pour 3,5 % des appartements.
Le tableau ci-dessous présente la typologie des logements à Massieu en 2020 en comparaison avec celle de l'Isère et de la France entière. Une caractéristique marquante du parc de logements est ainsi une proportion de résidences secondaires et logements occasionnels (4,4 %) inférieure à celle du département (8,3 %) et à celle de la France entière (9,7 %). Concernant le statut d'occupation de ces logements, 88,8 % des habitants de la commune sont propriétaires de leur logement (86,3 % en 2015), contre 61,2 % pour l'Isère et 57,5 pour la France entière.
| Typologie                                               | Massieu | Isère | France entière |
| ------------------------------------------------------- | ------- | ----- | -------------- |
| Résidences principales (en %)                           | 88,9    | 84    | 82,1           |
| Résidences secondaires et logements occasionnels (en %) | 4,4     | 8,3   | 9,7            |
| Logements vacants (en %)                                | 6,7     | 7,7   | 8,2            |

### Voies de communication et transports
Le territoire de la commune est traversé par deux routes départementales :
- la route départementale 82 (RD82) qui relie la commune de Chirens (par détachement de la RD 1075) à la commune d'Aoste par le bourg du Pont-de-Beauvoisin.
- la route départementale 82j (RD82j) qui relie la commune de Massieu (hameau de La Sarra) à la commune de La Bâtie-Divisin (hameau de la Charrière).

Le réseau interurbain des transports du Pays voironnais dessert le territoire de la commune avec trois arrêts (La Sarra, Massieu et La Côte d'Ainan) :
- Ligne E1 : Voiron (Gare SNCF) ↔ Chirens ↔ Massieu ↔ Saint-Geoire-en-Valdaine ↔ Voissant.

Cette ligne fonctionne du lundi au samedi et en heures creuses, il y a la possibilité d'utiliser le service du transport à la demande, sous certaines conditions.
On retrouve également des lignes scolaires qui circulent à différentes heures du lundi au vendredi :
- Ligne VO51 : Voiron (Gare Nord Quai 03) ↔ Chirens ↔ Massieu ↔ Saint-Sulpice-des-Rivoires

### Risques naturels et technologiques

#### Risques sismiques
L'ensemble du territoire de la commune de Masieu est situé en zone de sismicité no 3 (sur une échelle de 1 à 5), comme la plupart des communes du secteur géographique du lac de Paladru, mais en limite de la zone de sismicité no 4, qui concerne les communes situées plus à l'est, vers le massif de la Chartreuse.
| Type de zone | Niveau            | Définitions (bâtiment à risque normal) |
| ------------ | ----------------- | -------------------------------------- |
| Zone 3       | Sismicité modérée | accélération = 1,1 m/s2                |

## Toponymie
Massieu pourrait venir de « Hercule Macusain », nom d'un site gallo-romain d'importance. 299 noms de lieux-dits ont été recensés sur cette commune.
Selon André Planck, auteur du livre L'origine du nom des communes du département de l'Isère, lui-même se référant à l'historien Nicolas Chorier le nom de Massieu serait bien lié à l'Hercule Macusain, fait confirmé par l'historien Guy Allard. Le terme est également très proche du mot latin « Masus », signifiant « maison » et à l'origine du mot français « masure ». Par ailleurs, 289 noms de lieux différents ont été recensés sur cette commune

## Histoire

### Préhistoire et Antiquité
Au début de l'Antiquité, le territoire des Allobroges s'étendait sur la plus grande partie des pays qui seront nommés plus tard la Sapaudia (ce « pays des sapins » deviendra la Savoie) et la partie septentrionale de l'Isère dont Massieu fait partie.
Les Allobroges, comme bien d'autres peuples gaulois, sont une « confédération ». En fait, les Romains donnèrent, par commodité le nom d'Allobroges à l'ensemble des peuples gaulois vivant dans la civitate (cité) de Vienne, à l'ouest et au sud de la Sapaudia.

### Révolution française et Empire
La Révolution française, dont les prémices ont été ressenties très tôt dans le Dauphiné, comme en témoigne la célèbre journée des Tuiles, séries d'émeutes survenues à Grenoble le 7 juin 1788, puis la Réunion des états généraux du Dauphiné organisée le 21 juillet de la même année.
Durant cette période, la Valdaine reste à l'écart de la tourmente, et est fidèle au catholicisme contre-révolutionnaire. Le château de Longpra, situé près de Saint-Geoire-en-Valdaine abrite le clergé non jureur, et la population environnante y vient entendre clandestinement la messe.

### Époque contemporaine
Historiquement, le territoire de Massieu fut longtemps un hameau de la commune de Saint-Geoire-en-Valdaine.
Dès 1845, des résidents du quartier ou hameau (dénommé section) de Massieu lancent des démarches afin de créer une commune indépendante par distraction de la commune de Saint-Geoire-en-Valdaine dont ils dépendent.
En 1881, la commune de Saint-Geoire-en-Valdaine, alors très vaste, est amputée de trois de ses hameaux qui sont érigés en communes indépendantes : Saint-Sulpice-des-Rivoires, Velanne et Massieu. Cette dernière bénéficiant également d'une partie de territoire distrait de la commune voisine de Chirens.

Massieu au début du XXe siècle
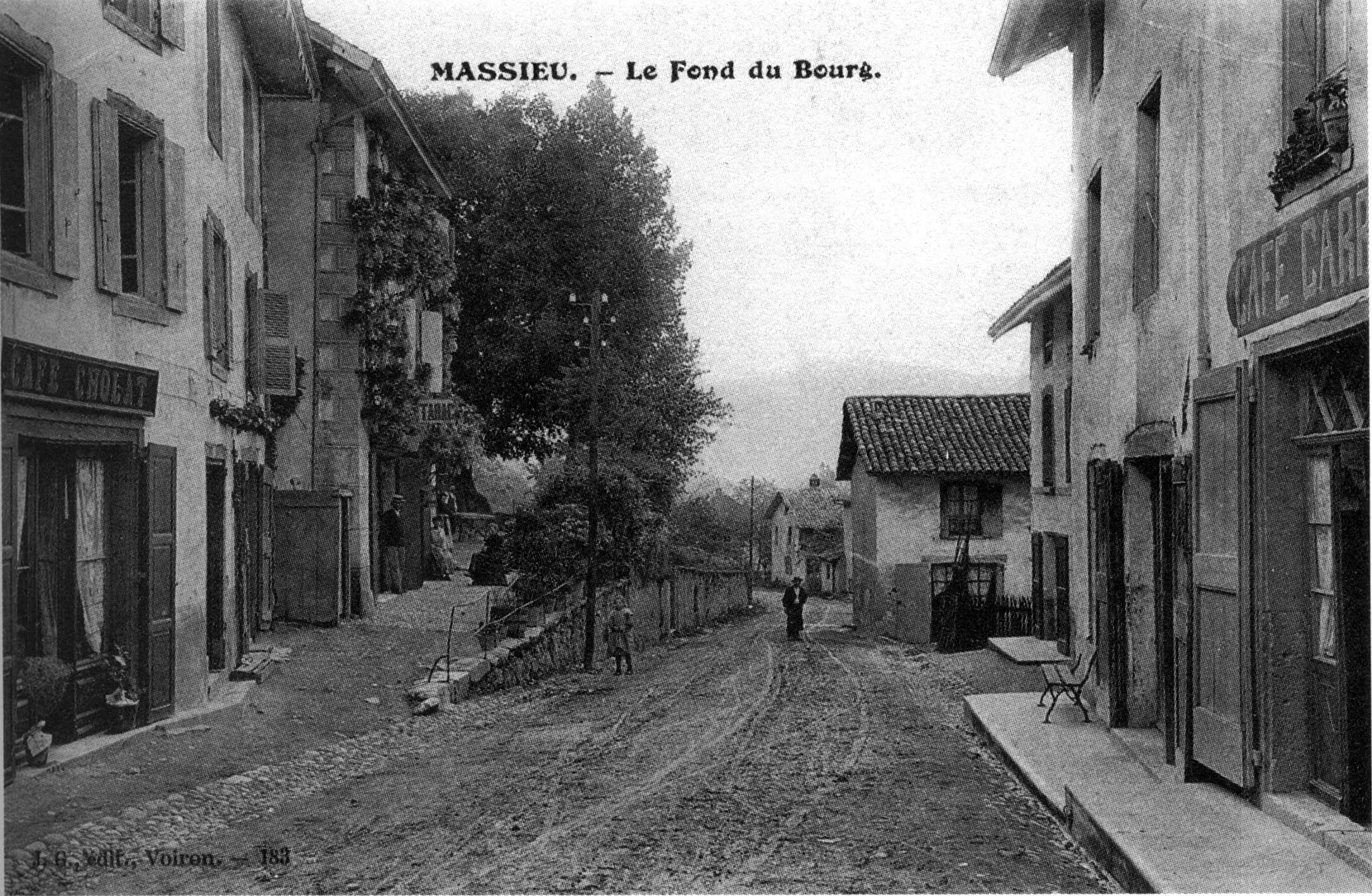
Massieu, le fond du bourg en 1912
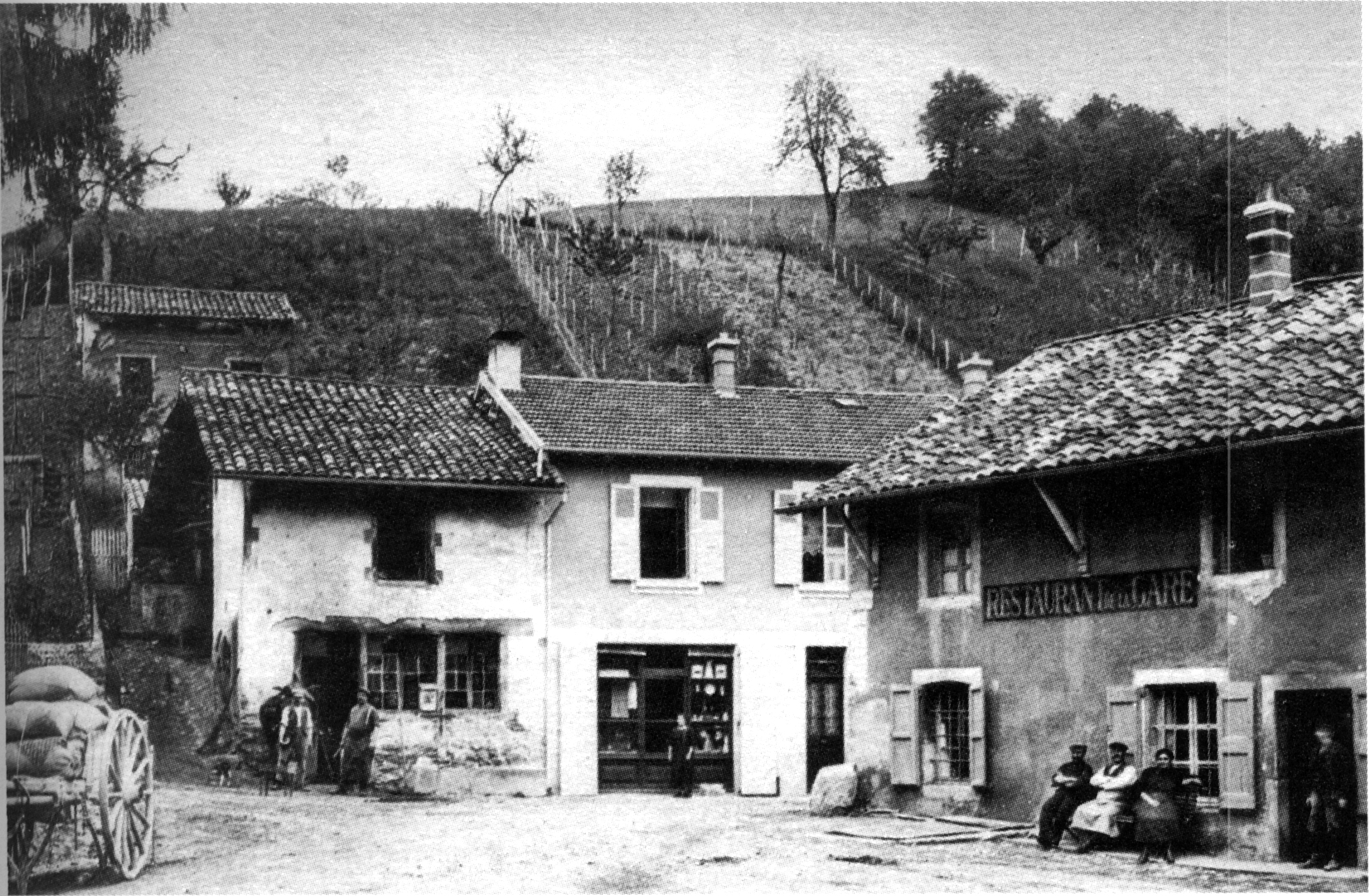
Massieu vers 1935.

## Politique et administration

### Rattachements administratifs et électoraux

#### Rattachements administratifs
La commune se trouve  dans l'arrondissement de La Tour-du-Pin du département de l'Isère.
Elle faisait partie depuis sa création en 1884 du canton de Saint-Geoire-en-Valdaine. Dans le cadre du redécoupage cantonal de 2014 en France, cette circonscription administrative territoriale a disparu, et le canton n'est plus qu'une circonscription électorale.

#### Rattachements électoraux
Pour les élections départementales, la commune fait partie depuis 2014 du canton du Grand-Lemps
Pour l'élection des députés, elle fait partie de la cinquième circonscription de l'Isère.

### Intercommunalité
Massieu  est membre de la communauté d'agglomération du Pays voironnais, un établissement public de coopération intercommunale (EPCI) à fiscalité propre créé en 2000 par transformation d'une communauté de communes créée elle en 1994, et auquel la commune a transféré un certain nombre de ses compétences, dans les conditions déterminées par le code général des collectivités territoriales.

### Administration municipale
Compte tenu de la population de la commune, son conseil municipal est constitué de quinze membres, dont le maire et ses adjoints.

### Liste des maires
| Période                                  | Période                       | Identité           | Étiquette | Qualité                          |
| ---------------------------------------- | ----------------------------- | ------------------ | --------- | -------------------------------- |
| Les données manquantes sont à compléter. |                               |                    |           |                                  |
| mars 2001                                | mars 2008                     | Louis Monin-Picard | SE        | Agriculteur                      |
| mars 2008                                | avril 2023                    | Roland Besson      | SE        | Gendarme retraité Démissionnaire |
| juin 2023                                | En cours (au 23 janvier 2024) | Norbert Bouilhol   |           | Conseiller en stratégie digitale |

## Équipements et services publics

### Enseignement
La commune de Massieu est située dans l'académie de Grenoble (Zone A). L'école primaire présente un effectif de soixante-douze élèves pour l'année scolaire 2017/2018.

## Population et société
Les habitants de Massieu se dénomment les Massieutins et les Massieutines.

### Démographie
L'évolution du nombre d'habitants est connue à travers les recensements de la population effectués dans la commune depuis 1886. Pour les communes de moins de 10 000 habitants, une enquête de recensement portant sur toute la population est réalisée tous les cinq ans, les populations de référence des années intermédiaires étant quant à elles estimées par interpolation ou extrapolation. Pour la commune, le premier recensement exhaustif entrant dans le cadre du nouveau dispositif a été réalisé en 2008.

En 2022, la commune comptait 757 habitants, en évolution de +1,88 % par rapport à 2016 (Isère : +3,07 %, France hors Mayotte : +2,11 %).
| 1886 | 1891 | 1896 | 1901 | 1906 | 1911 | 1921 | 1926 | 1931 |
| ---- | ---- | ---- | ---- | ---- | ---- | ---- | ---- | ---- |
| 774  | 786  | 787  | 725  | 700  | 638  | 524  | 536  | 487  |

| 1936 | 1946 | 1954 | 1962 | 1968 | 1975 | 1982 | 1990 | 1999 |
| ---- | ---- | ---- | ---- | ---- | ---- | ---- | ---- | ---- |
| 431  | 409  | 407  | 350  | 341  | 317  | 479  | 662  | 686  |

| 2006 | 2008 | 2013 | 2018 | 2022 | - | - | - | - |
| ---- | ---- | ---- | ---- | ---- | - | - | - | - |
| 742  | 757  | 750  | 752  | 757  | - | - | - | - |

### Médias
Historiquement, le quotidien à grand tirage Le Dauphiné libéré consacre, chaque jour, y compris le dimanche, dans son édition du Voironnais à la Chartreuse, un ou plusieurs articles à l'actualité du village et de ses environs, ainsi que des informations sur les éventuelles manifestations locales, les travaux routiers, et autres événements divers à caractère local.

### Cultes
La communauté catholique et l'église de Massieu (propriété de la commune) dépendent de la paroisse Saint-Jacques de la Marche qui comprend vingt autres églises situées dans le même secteur du Voironnais. Cette paroisse est rattachée au diocèse de Grenoble-Vienne.

## Culture locale et patrimoine

### Lieux et monuments
- L'église Saints-Pierre-et-Paul de Massieu[33] : 
Très ancienne, cette église fut agrandie au XVIIe siècle, puis à nouveau au XIXe siècle après le déplacement du cimetière. Deux cloches de cette église datent de 1776 et de 1839[34].
- Presbytère du XVIIIe siècle, restauré en 1882[35].
- La Croix de la Lépreuse : 
Situé sur le talus tout proche de l'église pour la mettre en valeur, il s'agit de la croix d'une ancienne tombe dite « de la lépreuse » d'une femme noble mais touchée par la maladie et dénommée Françoise de Saint Germain de Champe, qui est décédée en 1582 à Massieu.
- Le château (mairie) de Massieu et le parc Bernard de Pelagey (ou parc de la Murgière) : 
Cette maison forte, évoquée par écrivain et historien français Nicolas Chorier au XVIIe siècle est l'ancienne demeure de la famille Bernard de Pelagey dénommé localement sous l'appellation de « château » est l'hôtel de ville de Massieu depuis octobre 2007[36].
Le parc situé autour a été créé vers 1850 par Mme et M. de Pelagey et comprend une quarantaine d'arbres remarquables, issus principalement d’Afrique ou d'Amérique. Une mare pédagogique a été créée pour recréer l'esprit du parc d'origine, où une mare se trouvait à l'emplacement de l'actuel parking[37].

- Monument aux morts[38].

## Pour approfondir